# Pipetteerballon
Een pipetteerballon  of propipet wordt gebruikt bij het met een pipet opzuigen van vloeistoffen. Er bestaan verschillende typen pipetteerballonnen. Meestal wordt er onderscheid gemaakt tussen grote pipetteerballonnen, gebruikt bij de mohrpipet, en kleine pipetteerballonnen, gebruikt bij de pasteurpipet. Voor deze pipetten is de pipetteerballon de drijvende kracht achter het opzuigen van vloeistof.

## Peleus-pipetteerballon

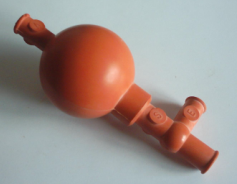
Peleus-pipetteerballon.
Ventiel A bevindt zich linksboven, S recht onder de ballon en E opzij

Bij het werken met giftige, etsende of bacteriologische stoffen wordt vaak de peleus-pipetteerballon toegepast. De term is afgeleid van de dubbele achternaam van de uitvinder, Friedrich Pels Leusden, die werkzaam was aan het Hygiënisch Instituut van de Christian Albrechts Universiteit in Kiel. Dit type pipetteerballon bestaat uit een rubberbal met drie ventielen:
- ventiel A: dient om de lucht uit de ballon te drukken zodat er vloeistof aangezogen kan worden (A = Auslass)
- ventiel S: dient om vloeistof in de pipet te zuigen (S = Saugen)
- ventiel E: dient om vloeistof gecontroleerd af te geven (E = Entleeren)

Eerst wordt de ballon leeggemaakt door deze in te drukken en tegelijkertijd het ventiel direct boven de ballon (het A-ventiel) in te knijpen. Daarna kan men door op het S-ventiel te drukken de vloeistof opzuigen tot boven de maatstreep op de pipet. Met het E-ventiel, dat de pipet direct met de buitenlucht verbindt, kan het vloeistofniveau ten slotte worden teruggebracht totdat de onderkant van de meniscus de maatstreep net raakt.

## Kleine pipetteerballon

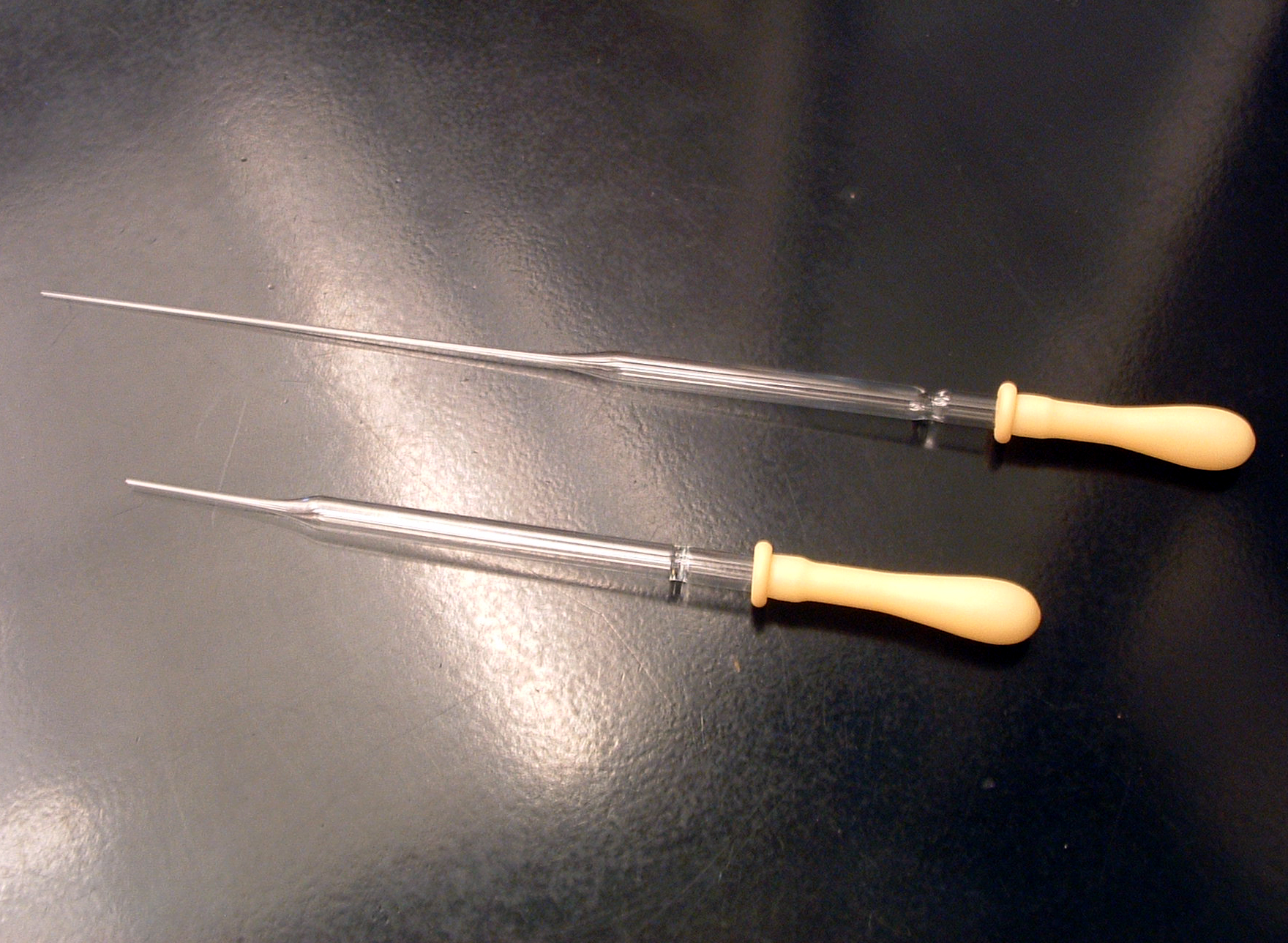
Pipetten met kleine pipetteerballon

Kleine pipetteerballonnen hebben in tegenstelling tot de grotere variant, geen ventielen. Men dient in de ballon zelf te knijpen om de lucht eruit te laten lopen om te kunnen beginnen met het opzuigen van vloeistof. Hiertoe wordt de ballon steeds minder hard dichtgeknepen totdat er helemaal geen druk meer op staat. Doordat het volume van de ballon hierdoor groter wordt, wordt er vloeistof aangezogen en wordt de pipet gevuld.